# (590) Tomiris
(590) Tomiris es un asteroide perteneciente al cinturón de asteroides descubierto el 4 de marzo de 1906 por Maximilian Franz Wolf desde el observatorio de Heidelberg-Königstuhl, Alemania.
Está nombrado en honor de Tomiris, reina de los masagetas.
Forma parte de la familia asteroidal de Eos.